# Амурское (Крым)
Аму́рское (до 1948 года Алаба́ш-Конра́т; укр.  Аму́рське, крымскотат.  Alabaş Qoñrat, Алабаш Къонърат) — село в Красногвардейском районе Республики Крым, центр Амурского сельского поселения (согласно административно-территориальному делению Украины — Амурского сельского совета Автономной Республики Крым).

## Население
| 2001 | 2014  |
| ---- | ----- |
| 2701 | ↘2687 |

Всеукраинская перепись 2001 года показала следующее распределение по носителям языка
| Язык             | Процент |
| ---------------- | ------- |
| русский          | 55,53   |
| крымскотатарский | 33,02   |
| украинский       | 8,92    |
| другие           | 0,56    |

### Динамика численности
| - 1805 год — 145 чел. - 1889 год — 179 чел. - 1892 год — 72 чел. - 1902 год — 268 чел. - 1915 год — —/195 чел. - 1918 год — 80 чел. - 1926 год — 200 чел. | - 1939 год — 584 чел. - 1974 год — 2143 чел. - 1989 год — 2339 чел. - 2001 год — 2701 чел. - 2009 год — 2592 чел. - 2014 год — 2687 чел. - 2021 год — 2462 чел. |

## Современное состояние
На 2017 год в Амурском числится 23 улицы, 3 переулка, платформы 1425 км и 1425 км и 616 км 800 м дороги Харьков — Симферополь — Алушта; на 2009 год, по данным сельсовета, село занимало площадь 206 гектаров на которой, в 811 дворах, проживало около 3 тысяч человек, улицы заасфальтированы, водоснабжение централизованное. В селе действуют средняя общеобразовательная школа, она была названа именем героя-черноморца А. К. Чикаренко, детский сад, библиотека, фельдшерско-акушерский пункт, работает «Октябрьский коньячный завод им. А. Захариади». Амурское связано автобусным сообщением с райцентром и соседними населёнными пунктами.

## География
Амурское — село на юго-западе района в степном Крыму, в среднем течении реки Салгир, высота над уровнем моря — 91 м. Слилось с примыкающим с севера пгт Октябрьское, там же ближайшая железнодорожная станция Элеваторная (в 2 километрах). Расстояние до райцентра — около 28 километров (по шоссе). Транспортное сообщение осуществляется по региональной автодороге 35Н-253 от шоссе 35А-002 «граница с Украиной — Симферополь — Алушта — Ялта».

## История

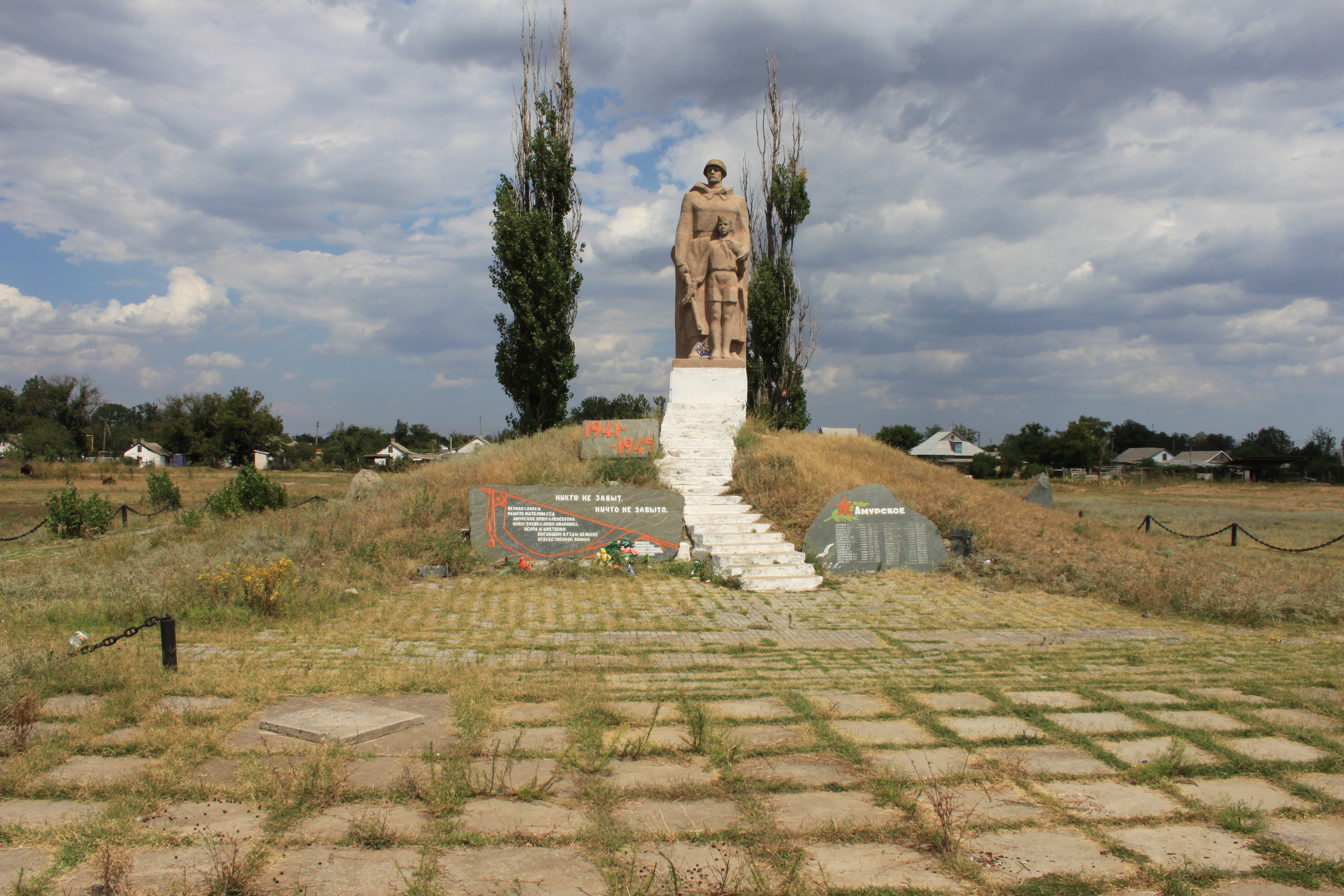
Памятник

Первое документальное упоминание села встречается в Камеральном Описании Крыма… 1784 года, судя по которому, в последний период Крымского ханства Алабаш Конрат входил в Ташлынский кадылык Акмечетского каймаканства. После присоединения Крыма к России (8) 19 апреля 1783 года, (8) 19 февраля 1784 года, именным указом Екатерины II сенату, на территории бывшего Крымского Ханства была образована Таврическая область и деревня была приписана к Перекопскому уезду. Ордером князя Потёмкина от 21 ноября 1787 года действительному тайному советнику Василию Степановичу Попову пожаловали дачу на речке Салгир в округе деревень… Алабаш-Конрат. После Павловских реформ, с 1796 по 1802 год, входила в Акмечетский уезд Новороссийской губернии. По новому административному делению, после создания 8 (20) октября 1802 года Таврической губернии, Алабаш-Конрат был включён в состав Кучук-Кабачской волости Перекопского уезда.
По Ведомости о всех селениях в Перекопском уезде состоящих с показанием в которой волости сколько числом дворов и душ… от 21 октября 1805 года, в деревне Алабаш-Конрат числилось 19 дворов, 103 крымских татарина, 3 цыган и 39 ясыров. На военно-топографической карте генерал-майора Мухина 1817 года деревня обозначена с 18 дворами. После реформы волостного деления 1829 года деревню, согласно «Ведомости о казённых волостях Таврической губернии 1829 года» отнесли к Агъярской волости (переименованной из Кучук-Кабачской). На карте 1836 года в деревне 17 дворов. Затем, видимо, вследствие эмиграции крымских татар в Турцию, деревня опустела и на карте 1842 года деревня обозначена условным знаком «малая деревня», то есть, менее 5 дворов.
В 1860-х годах, после земской реформы Александра II, деревню включили в состав Айбарской волости. По обследованиям профессора А. Н. Козловского начала 1860-х годов, вода в колодцах деревни была пресная, а их глубина составляла 10—15 саженей (21—32 м). Согласно «Памятной книжке Таврической губернии за 1867 год», деревня Алабат-Конрат была покинута жителями в 1860—1864 годах, в результате эмиграции крымских татар, особенно массовой после Крымской войны 1853—1856 годов, в Турцию и оставалась в развалинах. Если на трёхверстовой карте 1865 года деревня ещё обозначена, то на карте, с корректурой 1876 года её уже нет.
Вновь Алабаш-Конрат встречается в «Памятной книге Таврической губернии 1889 года», по результатам Х ревизии 1887 года, в которой записан Алабаш-Конрат уже Григорьевской волости, с 26 дворами и 179 жителем, возможно, уже немецкое село, хотя Энциклопедический словарь Немцы России приводит дату основания — 1890 год.
После земской реформы 1890 года, Алабаш-Конрат отнесли к Бютеньской волостии. Согласно «…Памятной книжке Таврической губернии на 1892 год», в деревне Алабаш-Конрат, находившейся в частном владении, был 72 жителя в 14 домохозяйствах. По «…Памятной книжке Таврической губернии на 1902 год» в деревне числилось 268 жителей в 25 домохозяйствах. На 1914 год в селении действовало ссудо-сберегательное товарищество. По Статистическому справочнику Таврической губернии. Ч.II-я. Статистический очерк, выпуск пятый Перекопский уезд, 1915 год, в деревне Алабаш-Конрат Бютеньской волости Перекопского уезда числилось 30 дворов (26 дворов с землёй, 4 — безземельные) со смешанным населением без приписных жителей, но со 195 — «посторонними», из которых 100 мужчин и 95 женщин. Жители владели 875 десятинами удобной земли. В хозяйствах имелось 166 лошадей, 99 коров и 124 головы мелкого скота. На 1917 год в селении действовало ссудо-сберегательное товарищество.
После установления в Крыму Советской власти и учреждения 18 октября 1921 года Крымской АССР, в составе Симферопольского уезда был образован Биюк-Онларский район, в состав которого включили село. В 1922 году уезды получили название округов. 11 октября 1923 года, согласно постановлению ВЦИК, в административное деление Крымской АССР были внесены изменения, в результате которых был ликвидирован Биюк-Онларский район и село включили в состав Симферопольского. Согласно Списку населённых пунктов Крымской АССР по Всесоюзной переписи 17 декабря 1926 года, в селе Алабаш-Конрат, Биюк-Онларского сельсовета Симферопольского района, числилось 45 дворов, из них 43 крестьянских, население составляло 200 человек, из них 89 немцев, 28 русских, 61 украинец, 13 чехов, 9 записаны в графе «прочие», действовала немецкая школа. На 1931 год население Алабаш-Конрата составило 289 человек. Постановлением КрымЦИКа от 15 сентября 1930 года был вновь создан Биюк-Онларский район (указом Президиума Верховного Совета РСФСР № 621/6 от 14 декабря 1944 года переименованный в Октябрьский), теперь как немецкий национальный (лишённый статуса национального постановлением Оргбюро ЦК КПСС от 20 февраля 1939 года) и село включили в его состав. По данным всесоюзная перепись населения 1939 года в селе проживало 584 человек.
Вскоре после начала Великой Отечественной войны, 18 августа 1941 года крымские немцы были выселены, сначала в Ставропольский край, а затем в Сибирь и северный Казахстан. После освобождения Крыма от фашистов в апреле, 12 августа 1944 года было принято постановление № ГОКО-6372с «О переселении колхозников в районы Крыма», по которому в район из Винницкой и Киевской областей переселялись семьи колхозников, а в начале 1950-х годов последовала вторая волна переселенцев из различных областей Украины. С 25 июня 1946 года Алабаш-Конрат в составе Крымской области РСФСР. Указом Президиума Верховного Совета РСФСР от 18 мая 1948 года, Алабаш-Конрат переименовали в деревню Амурская, позже был присвоен статус села. 26 апреля 1954 года Крымская область была передана из состава РСФСР в состав УССР. Время создания сельсовета пока не установлено: на 15 июня 1960 года он уже существовал. Указом Президиума Верховного Совета УССР «Об укрупнении сельских районов Крымской области», от 30 декабря 1962 года, Октябрьский район был упразднён и Амурское присоединили к Красногвардейскому. По данным переписи 1989 года в селе проживало 2339 человек. С 12 февраля 1991 года село в восстановленной Крымской АССР, 26 февраля 1992 года переименованной в Автономную Республику Крым.